# Божевільня (фільм, 1990)
«Божевільня» (англ. Madhouse) — американська чорна кінокомедія 1990 року режисера Тома Ропелевського. «Божевільня» — це щось середнє між двома жанрами — фільмом про небажаних відвідувачів, як «Дядечко Бак» (Uncle Buck, 1989) і фільмом про невблаганне руйнування, як «Прірва» (The Money Pit, 1986).

## Сюжет
Марк — інвестиційний радник Лос-Анджелеса та Джессі — телевізійник, яка веде інтерв'ю на вулицях, задоволені життям. У них є все, про що можна мріяти: щасливий шлюб, прекрасна робота, і недавно придбаний будинок у Санта-Моніці. Але несподівано до них в гості приїжджають численні родичі, які перетворюють затишне сімейне гніздечко на справжню «божевільню».

## Ролі виконують
- Джон Ларрокетт — Марк Банністер
- Кірсті Еллі — Джессі Банністер
- Джон Діл — Фред Банністер
- Елісон ла Плака — Клавдія
- Джессіка Ланді — Берніс Банністер
- Денніс Міллер — Вес, товариш Марка

## Навколо фільму
- Джон Ларрокетт поєднував свою участь в цій комедії зі зйомками для сьомого сезону телесеріалу «Нічний суд»[en]. З понеділка по четвер Ларрокетт працював над серіалом вдень, а над фільмом вночі. У п'ятницю ввечері серіал записував свої епізоди. Щойно зйомки закінчувалися, він йшов на знімальний майданчик і працював над фільмом протягом вихідних.
- Фільм складається з частин розділених дев’ятьма титульними кадрами, на яких зазначено: «День 1», «День 2», «День 3», «День 5», «День 6», «День 12», «День 27», «День 49», і «День 50». Наприкінці історії описано майбутнє головних героїв: «Марк Банністер досяг високого успіху в компанії Grindle Unlimited, нервовий зрив Джессі Банністер в ефірі призвів до рекордних рейтингів і серіалу з назвою «За межею» (Over the Edge). Вони купили новий дім у Малібу, де вони жили довго та щасливо, доки в гості не приїхали їхні батьки.[2]